# Aeropuerto de Aksum
El Aeropuerto de Aksum también conocido como Aeropuerto Juan IV de Etiopía (IATA: AXU, ICAO: HAAX) es un aeropuerto que sirve a Aksum, una ciudad en la región de Tigray norte en el país africano de Etiopía. El nombre de la ciudad y el aeropuerto también puede ser transcrito como Axum. La instalación está ubicada a 5,5 km (3,4 millas ) al este de la ciudad. 
El aeropuerto lleva el nombre de Juan IV, el emperador de Etiopía entre 1872 y 1889.
El Aeropuerto se encuentra una altura de 2.108 metros ( 6.916 pies) sobre el nivel medio del mar . Se ha designado una pista 16/34 , con una superficie de concreto asfáltico que mide 2.400 por 45 metros ( 7.874 pies x 148 pies). Es capaz de recibir aviones de gran tamaño , como el Antonov 124, que trajo el obelisco de Axum de vuelta de Italia en 2005.